# 福西勝也
福西勝也（日语：／ Fukunishi Masaya，1995年2月24日—），日本男性配音員。出身於奈良縣。賢Production所屬。

## 出演作品
※粗體字為主要角色

### 電視動畫
2017年
- sin 七大罪（觀眾、士兵）
- 來自深淵（觀眾）
- 多美卡超級救援DRIVE HEAD機動救急警察（乘客）
- 將國戡亂記（親兵B）
- 狐妖小红娘（石嵐洲）
- 夢幻慶典（3-C學生、氣象預報員）
- Animation x Paralympic：誰是你的英雄？（廣播[3]）
- 名偵探柯南（男性）

2018年
- 櫻花忍法帖 BASILISK新章（重臣、黑鍬眾、侍、武士、津奈木等）
- 沒有心跳的少女 BEATLESS（圍觀者A）
- POP TEAM EPIC（章吾）
- 智龍迷城（商店街店主A、外國人(1)）
- 飛龍女孩（救護班員B、計測隊、平）
- 銀河英雄傳說 Die Neue These 邂逅（士官、通信士）
- 我的英雄學院 第3期（誠刃校考生）
- 夢王國與沉睡中的100位王子殿下（街上的人E）
- Banana Fish（追兵、服務生、警備員、同伴）
- Happy Sugar Life（客人）
- 工作細胞（初始T細胞6）
- 中間管理錄利根川（關西支社黑衣人A）
- 刃牙（司機）
- SSSS.GRIDMAN（恩田、男性教師）
- 傀儡馬戲團（誘拐組、男高中生、主持人）
- Double Decker！刑事雙雄（警察官B）
- JoJo的奇妙冒險 黃金之風（黑幫2）

2019年
- 傀儡馬戲團（自動傀儡、機械人類-O）
- 屁屁偵探（水牛 / スイアロハン[4]、暹羅鱷）
- 多羅羅（人足、農民B、侍、村民C）
- 魔法少女特殊戰明日香（步哨）
- 盾之勇者成名錄（病人的兒子、祭司）
- 凱洛與塔斯黛（吉基、保安、廣播、手下B、年輕男性等）
- BAKUMATSU CRISIS（日语：恋愛幕末カレシ〜時の彼方で花咲く恋〜）（街人）
- 進擊的巨人 Season 3（調查兵）
- 卡片戰鬥先導者 續·高中生篇（Rack Bird）
- KING OF PRISM -Shiny Seven Stars-（日语：KING OF PRISM -Shiny Seven Stars-）（天下左京）
- 魔王陛下RETRY！（嘉年華）
- 碧藍幻想 The Animation Season 2（牧羊人）
- 我的英雄學院 第4期（八齋會會員）
- 夢幻之星Online2 EPISODE ORACLE（男性客）
- 花牌情緣3（學生、職員、觀眾、小石川秀作[5]）
- PSYCHO-PASS心靈判官3（天堂之躍醫生）
- 七大罪 眾神的逆鱗（死靈）

2020年
- 花牌情緣3（男選手）
- 我的英雄學院 第4期（講習生）
- 異獸魔都（葬儀屋、垃圾袋裡的男人、和尚、店員、煙的部下、十字眼的使者）
- 織田肉桂信長（義元左文字、調理侍）
- 決鬥大師!!（雷光的聖騎士）
- 排球少年！！ TO THE TOP（稻荷崎學生、稻荷崎應援團、桝本菊太郎、小作裕渡、理石平介、犬畑昌彥）
- LISTENERS 聆聽者（本地廢品回收商、耳無）
- 決鬥大師 KING（雷光的聖騎士、杜魯門將軍、不屈的指環、北風俠A、結晶龍 Protagonist）
- 更多！認真地不認真的怪俠佐羅利（利昂、社長、申請者C、吉古里）
- 戀與製作人（黑客、戰鬥員）
- 阿拉德 逆轉之輪（庫里歐）
- 全員惡玉（極道、署長）
- ETERNITY ～深夜的濡戀頻道♡～（日语：エタニティ 〜深夜の濡恋ちゃんねる♡〜）（鷹藤陽介[6]）
- 咒術迴戰（本田、蠅頭、男性）
- 辣妹與恐龍（搞笑藝人A、小嗶的飼主）

2021年
- 決鬥大師 KING（門番鬼次郎、劇場戰艦 卡騰科沃爾、Ganvey龍樹、撕裂永劫 艾姆拉庫、世界獸龍 Terai Gnis Aquael）
- 進擊的巨人 The Final Season（戰車兵）
- 咒術迴戰（男性）
- 紙箱戰機（通信士、據點民）
- 寶可夢 旅途（盧芒）
- SK∞（和、觀眾）
- ICHU偶像進行曲（觀眾C）
- WAVE!!～來衝浪吧!!～（高中教師）
- 通靈王（同班同學）
- 決鬥大師 KING!（杜魯門將軍、北風俠A、紫天連結 、凶鬼20號 奧梅德、不屈的指環、惡擊縫合 、電腦 哈爾卡斯‐1、星樹 傑德1、邪偽縫合 ）
- 更多！認真地不認真的怪俠佐羅利 第2系列（卡梅雷奧涅的手下）
- 佐賀偶像是傳奇 Revenge（廣播AD）
- MEGALO BOX（龍[7]）
- 魔法科高中的優等生（實驗體）
- RE-MAIN（棒球部員）
- 女神宿舍的管理員。（女僕咖啡廳男性客）
- 藍色時期（純田[8]）
- 名偵探柯南 警察學校篇 Wild Police Story（男學生）
- 哆啦A夢（觀眾①）

2022年
- 名偵探柯南（大盛福助）
- 名偵探柯南 警察學校篇 Wild Police Story（物部周三）
- 哆啦A夢（警察官）
- 平家物語（貴族2、士兵11）
- 舞動不止（足球部員A）
- 更多！認真地不認真的怪俠佐羅利 第3系列（觀眾A、皮埃爾）
- 東京復仇者（龍宮寺堅〈第2代〉[9]）
- 福星小子（男學生、鬼兵、男子、店員、校務員）
- 入間同學入魔了！ 第3期（尼克）
- 名偵探柯南 犯人·犯澤先生（強盜、翔太、打工者、悟的死黨）

2023年
- 名偵探柯南（狩場結弦）
- 福星小子（黑子）
- 入間同學入魔了！ 第3期（仲魔）
- 我的英雄學院 第6期（霍克斯的手機聲音）
- 東京復仇者 聖夜決戰篇（龍宮寺堅〈第2代〉）
- 給不滅的你（米格爾、林利爾兵）
- MIX 第二季～第二個夏天，邁向晴空～（錦研二[10]、二壘裁判、教師）
- 【我推的孩子】（粉絲）
- AI電子基因（教師）
- 殭屍100～在成為殭屍前要做的100件事～（不良A）
- 靠著魔法藥水在異世界活下去！（卡爾、小鳥）
- 東京復仇者 天竺篇（龍宮寺堅〈第2代〉）
- 大小姐和看門犬（講談組1、講談組員1）
- 聖女魔力無所不能（礦工）
- 川越男子歌唱團（浦和學習院學生）

2024年
- 蠟筆小新（年輕男、前輩）
- 福星小子 第2期（兔子、電視聲音、虎島）
- 烈焰先鋒 救國的橘衣消防員（副本部長）
- 寶可夢 地平線（攝影小子）
- 少女樂團 吶喊吧（革醬）
- 怪獸8號（日比野卡夫卡／怪獸8號[11]）
- 殺手寓言（踢拳的）
- 終末的火車前往何方？（居民、金針菇、秀坊）
- 刀劍亂舞 迴 -虛傳 燃燒的本能寺-（伊達政宗）
- 雀魂 KANG!!（船頭、店員、黑幫們、男性店員）
- 新幹線戰士 Change the World（高校生）
- 戰國妖狐 千魔混沌篇（月湖的父親）
- 不時輕聲地以俄語遮羞的鄰座艾莉同學（足球部員）
- 地下城中的人（阿爾格雷德）

2025年
- 最弱技能《果實大師》 ～關於能無限食用技能果實（吃了就會死）這件事～（吉恩）
- 我的幸福婚約 第2期（康太）
- 終究，與你相戀。
- 神劍闖江湖－明治劍客浪漫譚－ 京都動亂（德二）
- 我獨自升級 Season 2 -Arise from the Shadow-（坂卷昭彥[12]）
- 紅戰士在異世界成了冒險者（[13]）
- 神統記（曼索[14]）
- 正義使者 -我的英雄學院之非法英雄-（刑事）
- 怪獸8號 第2期（日比野卡夫卡／怪獸8號[15]）

2026年
- 東京復仇者 三天戰爭篇（龍宮寺堅〈第2代〉[16]）

### 劇場版動畫
2016年
- 光之美少女 All Stars 大家歌唱吧♪奇蹟的魔法！

2018年
- K SEVEN STORIES
- 我的英雄學院：兩個人的英雄
- 詩季織織「上海戀」（上司）
- 機動戰士鋼彈NT（新吉翁駕駛員）

2019年
- 青春豬頭少年不會夢到懷夢美少女（翔子爸爸）
- 寶可夢：超夢的逆襲：進化（研究員B）

2021年
- 機動戰士鋼彈 閃光的哈薩威（調查局局員）
- 龍與雀斑公主

2022年
- 鹿王
- 泡泡
- 犬王
- 灌籃高手 THE FIRST SLAM DUNK（大楠雄二）

2023年
- 愛麗絲與特蕾絲的虛幻工廠（作業員高久）

### 網路動畫
2015年
- 磯部磯兵衛物語～浮世多辛苦～

2017年
- 銀翼殺手：2022大停電（小混混B）

2019年
- 忍者寶盒（日语：ニンジャボックス）（下僕兵）
- Levius -鋼鐵拳鬥-（拉利·麥馬漢、記者、檢查員）

2020年
- 寶可夢 破曉之翼（研究員A）
- 怕浪費奶奶（日语：ニンジャボックス）
- 日本沉沒2020（男C）
- 泡泡糖忍戰（里之人）

2022年
- 東京復仇者小劇場（龍宮寺堅〈第2任〉）
- 浪漫殺手（本田）

2023年
- 刃牙（傑利）
- 歪小子史考特：火力全開

### 遊戲
2016年
- 碧藍幻想

2017年
- 星際大戰：戰場前線II
- The Midnight Sanctuary（高見的村民）

2018年
- 問答RPG 魔法使與黑貓維茲（ポーペン・ピーコード）
- 進擊的巨人2（士兵、市民等）
- Dragalia Lost ～失落的龍絆～
- 新鋼彈創壞者（日语：New ガンダムブレイカー）
- 夢幻之星：伊多拉傳說（日语：イドラ ファンタシースターサーガ）（洛基亞、托爾比約恩）
- 星光少年 KING OF PRISM LIVE（天下左京）
- 審判之眼：死神的遺言

2019年
- 寶可夢大師（查克洛）
- 忍者寶盒（日语：ニンジャボックス）（萊登）
- 極速快感：熱焰

2020年
- 人中之龍7 光與闇的去向
- REALIVE!～帝都神樂舞隊～（津田新造）
- 蓋伊傳說（邁克、林虎）
- 特戰英豪（菲尼克斯）
- Grand Intention Adjustment（日语：グランドインテンション・アジャストメント）（貝伊歐斯·洛克伽德）

2021年
- 東京放學後召喚師（日语：東京放課後サモナーズ）（赫爾墨斯、安度西亞斯）

2022年
- LIVE A HERO（蓋烏斯、雷吉）
- 東京復仇者益智復仇！全國制霸之路（龍宮寺堅）

2023年
- 英傑大戰（龍宮寺堅）
- 言靈戰士（日语：共闘ことばRPG コトダマン）（龍宮寺堅〈第2任〉）
- 妖怪手錶噗尼噗尼（日语：妖怪ウォッチ ぷにぷに）（龍宮寺堅）
- （龍宮寺堅）
- 炎炎消防隊 炎舞之章（龍宮寺堅）
- （龍宮寺堅）
- 卡拉邦CARAVAN STORIES（日语：CARAVAN STORIES）（龍宮寺堅）
- 怪物彈珠（龍宮寺堅）
- Fate/Grand Order（永倉新八）

## 外部連結
- 賢プロダクション [Kenproduction] 声優事務所・タレント事務所・声優プロダクション
- 福西 勝也的X（前Twitter）